# حمله ۱۳۹۲ هتل کابل سرینا
در ۲۹ حوت ۱۳۹۲ برابر با ۲۰ مارس ۲۰۱۴، تیراندازی انبوهی در رستوران هتل کابل سرینا در کابل، افغانستان توسط شبه نظامیان طالبان صورت گرفت.

## مرتکبان
ذبیح‌الله مجاهد سخنگوی طالبان با پذیرش مسئولیت این حمله اعلام کرده‌است که هدف این حمله میهمانان خارجی بودند که برای جشن سال نو به افغانستان آمده‌اند.

## پیشینه
در سال ۲۰۰۸ نیز طالبان به این هتل حمله کردند که هشت کشته بر جای گذاشت.